# Linea di Stollhofen
La Linea di Stollhofen fu una linea difensiva progettata e realizzata nell'ambito della guerra di successione spagnola dai membri della Grande Alleanza. Le fortificazioni, estese per circa 15 chilometri, correvano da Stollhofen sul Reno attraverso foreste impenetrabili sino alle colline ad est di Bühl.

## Azioni di guerra
- Johan Wijnand van Goor difese la linea nel 1703
- Battaglia di Blenheim (agosto 1704) la linea giocò un ruolo importante nelle settimane precedenti la battaglia
- Eugenio di Savoia comandò le forze sulla linea immediatamente prima della Battaglia di Blenheim
- Il maresciallo Villars (maggio 1707) attaccò la linea per poi fiancheggiarla. sconfiggendo il margravio Cristiano Ernesto di Brandeburgo.